# 20060 Johannforster
20060 Johannforster è un asteroide della fascia principale. Scoperto nel 1993, presenta un'orbita caratterizzata da un semiasse maggiore pari a 3,0689472 UA e da un'eccentricità di 0,1224609, inclinata di 9,71478° rispetto all'eclittica.